# じゃんけんマン
じゃんけんマンは、鹿児島県内を中心として活動するご当地ヒーロー。

## 概説
2011年2月、桜島の噴火の活発化を阻止するために「じゃんけん王国」から鹿児島県にやってきたヒーローである。普段は子供向けのイベントなどで活動をしており、子供とじゃんけんをして喜んでもらうことを目的としていて、じゃんけんに勝った子供にはシールをプレゼントしている。なお、ヒーロー本人は、自身はじゃんけんが極めて強く、その勝率は8割以上あると主張している。

### 姿形
うさぎの耳に似た、チョキの形の被り物をしている。表情が分かって話せることを重視しており、被り物は顔を覆わないもので、露出した顔面を白塗りにしている。

### ボランティア活動
鹿児島県内にとどまらず、他県の地域清掃や被災地でのボランティア活動を精力的に行っている。これを支援するため、コカ・コーラボトラーズジャパンは、売上の一部がじゃんけんマンの活動資金となるラッピング自動販売機を設置している。

### ワールドカップ
2018年に開催されたサッカーワールドカップロシア大会において、じゃんけんマンの衣装でゴミ拾いをする姿が海外のマスメディアに流れたことで注目を集め、名物サポーターとして世界的に報道された。清掃活動をたたえてFIFAから決勝戦への招待のメールがあったものの、迷惑メールだと思っていたことにより返信が遅れ、現地で観戦することはできなかった。
2022年に開催されたサッカーワールドカップカタール大会では、企業の協賛金や寄付を集め、東日本大震災や令和2年7月豪雨の被災地の高校生や大学生を参加させる被災地支援を行った。この大会では、カタール現地マスメディアの取材を受けたじゃんけんマンの映像が新浪微博に転載されて拡散されたところ、じゃんけんマンの顔立ちが中華人民共和国における人気芸人の岳雲鵬と似ていると評判になり、「日本小岳岳」（日本の岳ちゃん）との愛称がつけられ、人気となった。

## 沿革
いわゆる中の人である鹿児島市在住の男性が鹿児島国際大学の学生であった時、ゲームセンターのアルバイトでじゃんけん大会を盛り上げるために仮装をしたことから始まった。当初はパーの形の被り物としようと考えていたが、アルバイト先の店長からパーデンネンとの類似性を指摘されたことで重複を避けるため、チョキの形の被り物をするようになったものである。
当初は一度限りの仮装と考えていたものの、じゃんけんを通じて交流が可能なヒーローとして人気を集めたため本業の傍ら活動を継続し、それから10年間で鹿児島県のご当地ヒーローとしてお馴染みの立場となっている。